# Oysterband
Oysterband (originalmente, The Oyster Band) es una banda británica de folk-rock y folk-punk formada en Canterbury en 1976.

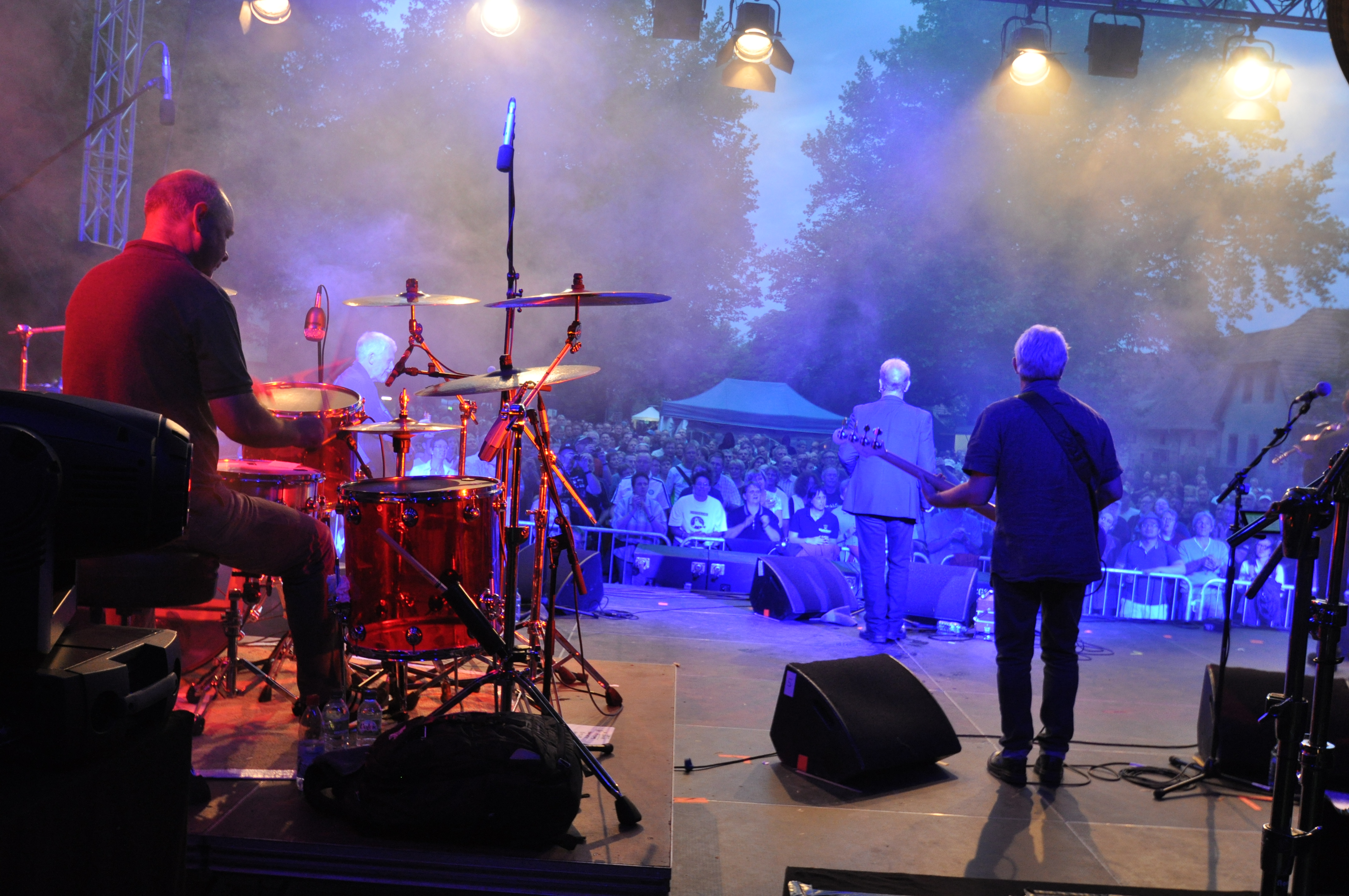
Festival Blackship, 2014

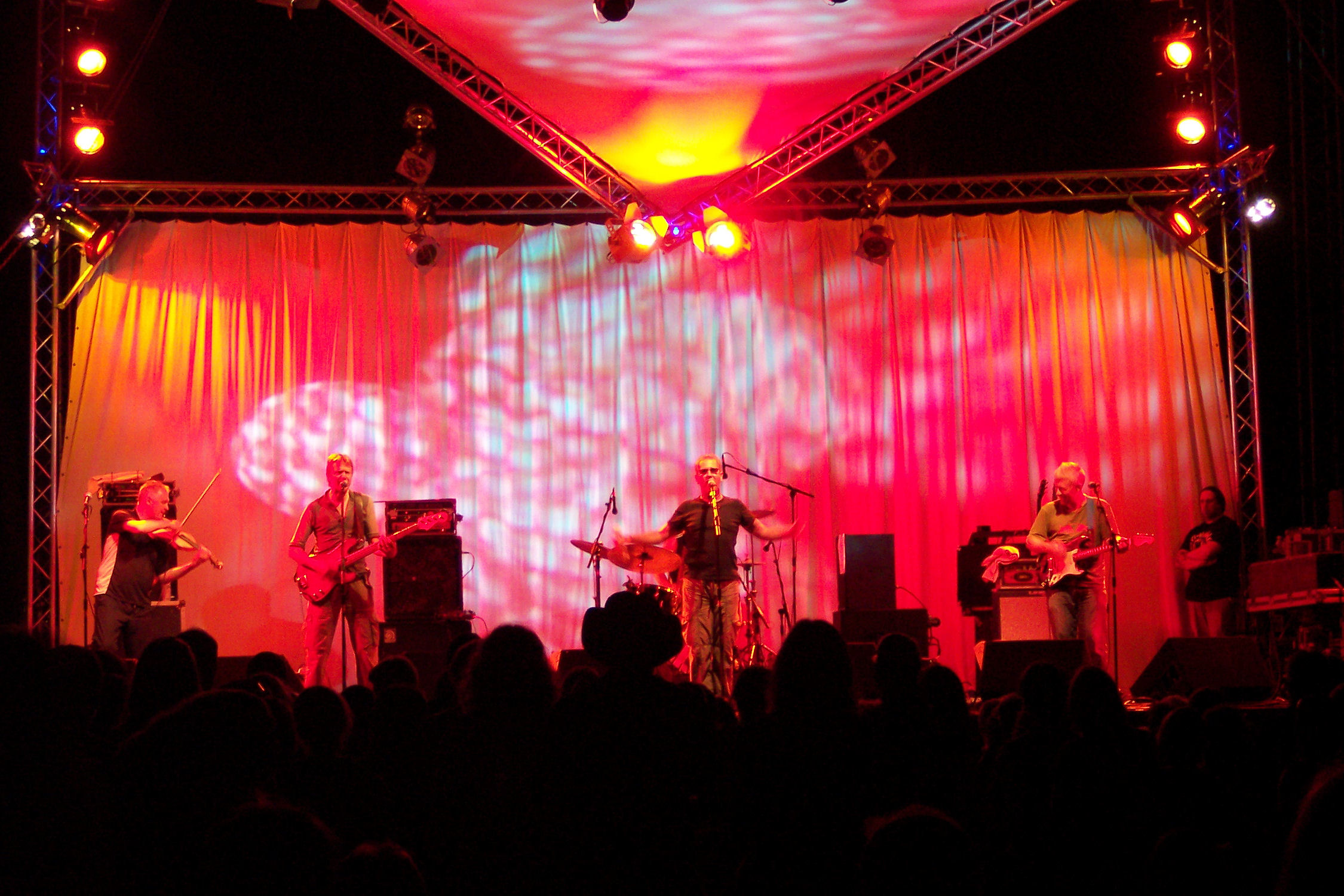
Oysterband en Wickham

## Trayectoria

### Historia temprana
La banda se formó en paralelo a Fiddler's Dram bajo el nombre de "Oyster Ceilidh Band" y tocaba al principio solo como una banda de baile. El nombre Oyster proviene de la temprana asociación del grupo con la ciudad costera de Whitstable, Kent, conocida por la calidad de sus ostras. Su álbum debut fue Jack's Alive (1980) en el sello discográfico Dingles. Los siguientes fueron lanzados en su sello Pukka Music: English Rock 'n' Roll: The Early Years 1800–1850 y Lie Back and Think of England, seguidos de Liberty Hall y 20 Golden Tie-Slackeners.
La formación de la banda fue cambiando en esos álbumes. La primera formación fue:
- Cathy Lesurf – voz;
- John Jones – melodeón, voz;
- Alan Prosser – guitarras, violín;
- Chris Taylor – guitarra, bouzouki, armónica, mandola;
- Ian Telfer: violín, concertina inglesa, saxofón;
- Chris Wood – bajo;
- Will Ward - fagot, crumhorn (cromorno), teclados

Chris Wood dejó la banda para irse a Canadá y fue sustituido en el bajo por Ian Kearey. Posteriormente, Cathy Lesurf se fue para unirse a Albion Band de Ashley Hutchings, y Will Ward también se fue cuando grabaron Lie Back and Think of England. Luego incorporaron a Russell Lax en la batería. El álbum Step Outside mezcló canciones escritas por ellos mismos, a menudo de temática política, con reelaboraciones de estándares tradicionales como "Hal-an-Tow".

### Historia más reciente

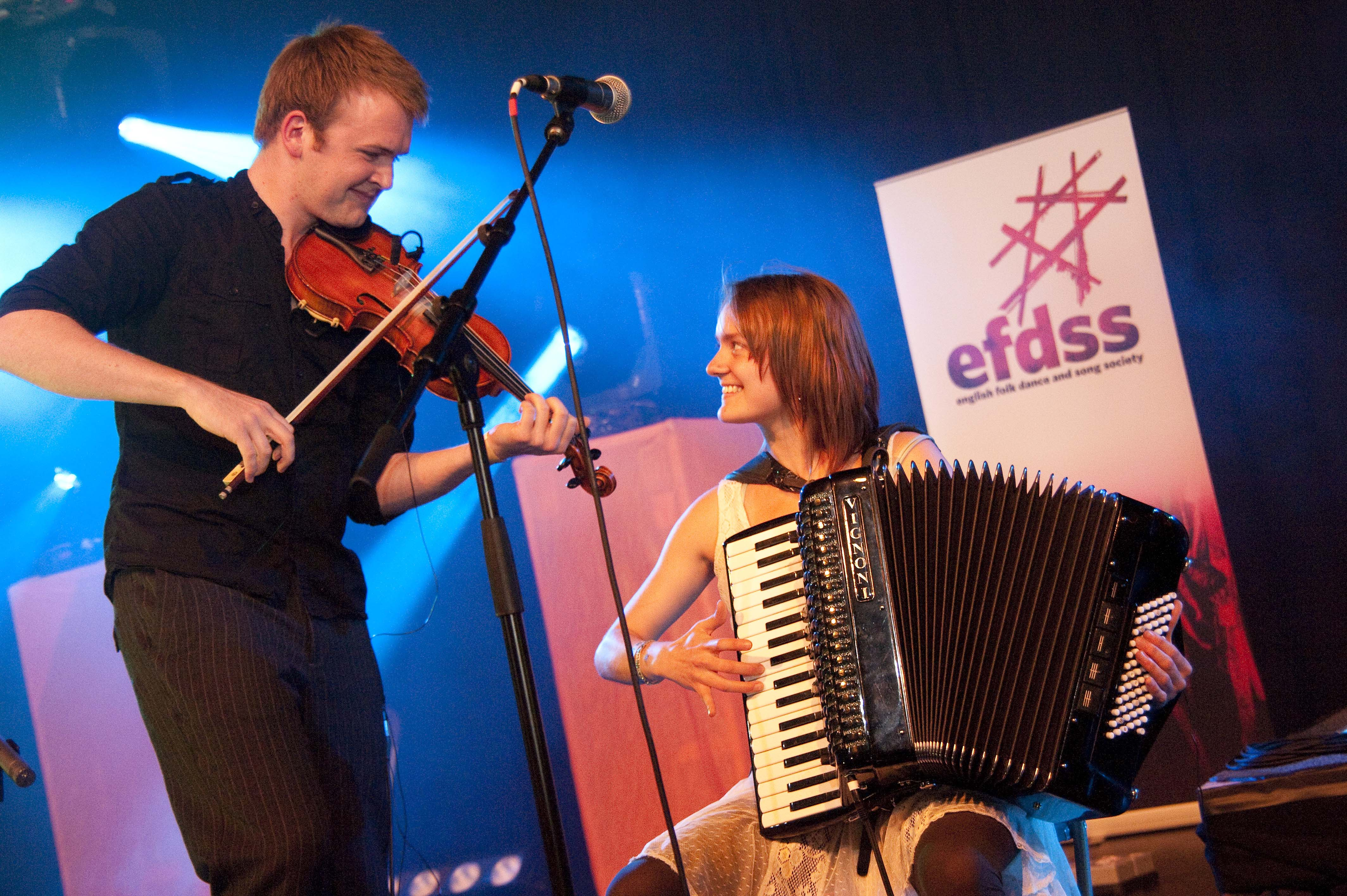
Sam Sweeney y Hannah James en la English Folk Dance and Song Society

Tras el lanzamiento de Wide Blue Yonder en 1987, Kearey dejó la banda y fue sustituido por Chopper (Ray Cooper). Los álbumes posteriores incluyeron Ride, Little Rock to Leipzig y la colaboración de June Tabor, Freedom and Rain. El baterista Lee Partis sustituyó a Russell Lax en 1992. En 1993 el álbum Holy Bandits, con una canción dedicada al Camiño de Santiago ("The Road to Santiago") empujó a la banda al frente de una escena de folk-rock en expansión junto con bandas como The Levellers.
En esa década, la banda adoptó una postura más abiertamente política, grabando The Shouting End of Life y colaborando con Chumbawamba para grabar "Farewell to the Crown", la cara B del sencillo Tubthumping. Pero los lanzamientos recientes de Deep Dark Ocean, Here I Stand, Rise Above y Meet You There han visto a la banda regresar a un sonido más suave y melódico, y en las giras recientes bajo el lema 'The Big Session' han colaborado músicos prometedores como Dan Donnelly, The Handsome Family, y veteranos como June Tabor. James O'Grady (gaitas Uilleann, violín, flauta y voz) ha aparecido regularmente en los álbumes y giras de Oysters en los últimos años. También participaron John Jones, James O'Grady e Ian Telfer en la voz y la instrumentación.
En 2007, el baterista Lee Partis abandonó la banda para concentrarse en su trabajo como psicoterapeuta, asesorando en prisiones, con Dilwyn Davies como sustituto.
Después del concierto del 30 aniversario en 2009, la banda se tomó un año sabático durante el cual John Jones y Chopper hicieron álbumes en solitario.
La banda volvió al estudio en 2011, formando equipo una vez más con June Tabor y lanzando Ragged Kingdom en septiembre en un espectáculo con entradas agotadas en el Queen Elizabeth Hall de Londres. El álbum fue producido por Al Scott, quien además tocaba el bajo y la guitarra. En 2012, June Tabor and the Oysterband ganó Mejor Canción Tradicional, Mejor Álbum y Mejor Grupo en los BBC Radio 2 Folk Awards por Ragged Kingdom.
Ray Cooper abandonó la banda en 2013 para comenzar una carrera en solitario y Adrian Oxaal, anteriormente de la banda de rock James, asumió el relevo, con Pete Flood, antes de Bellowhead, sustituyendo a Davies en la batería.

### Formación actual
- John Jones - melodeón, voz principal
- Alan Prosser - guitarras, voz
- Ian Telfer - violín, teclados, voz
- Sean Randle - batería, percusión, voz
- Al Scott : bajo, mandolina, voz
- Adrián Oxaal – violonchelo, guitarra eléctrica, voz

## Discografía

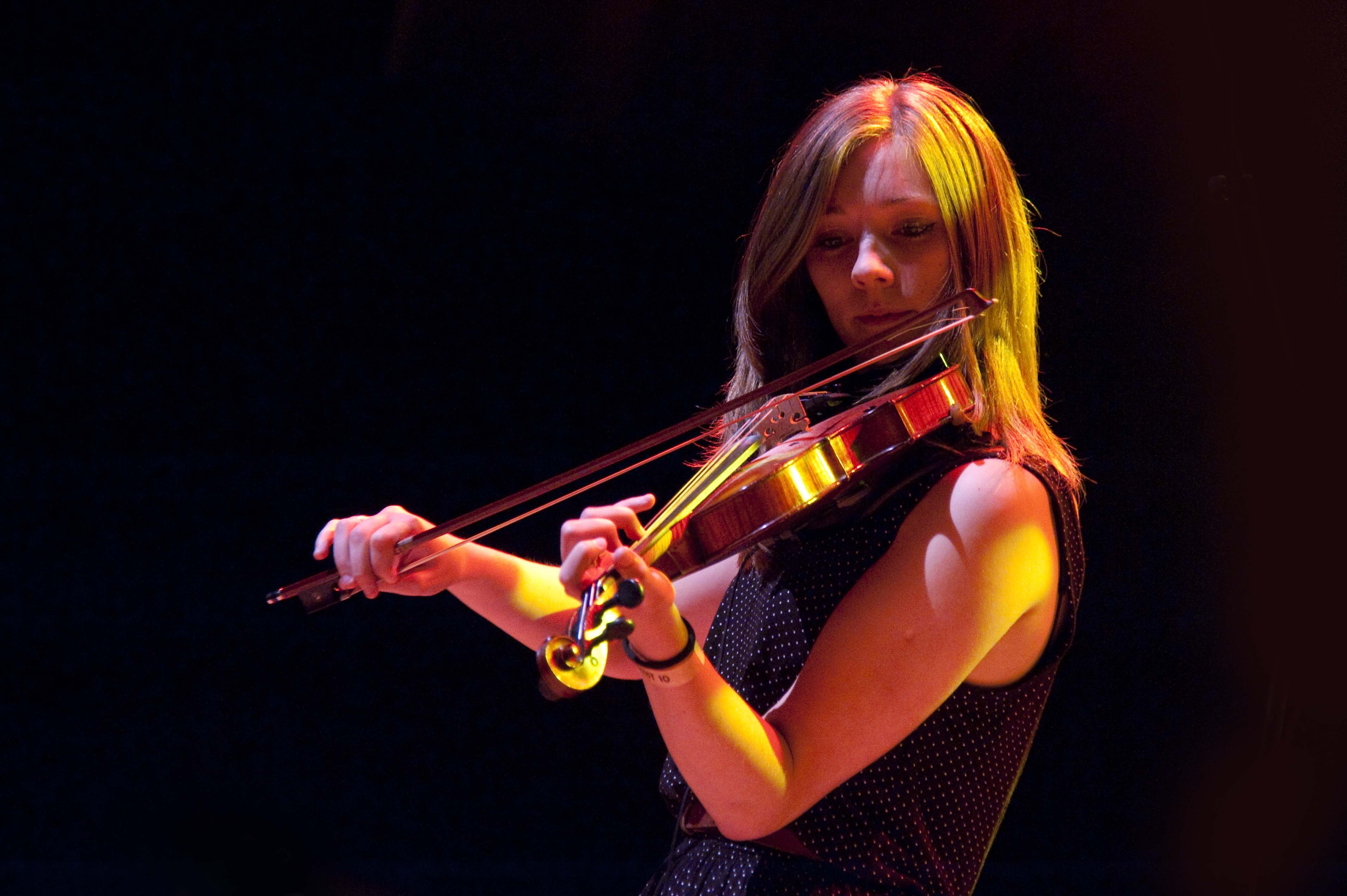
Heather Gessey, Tyde

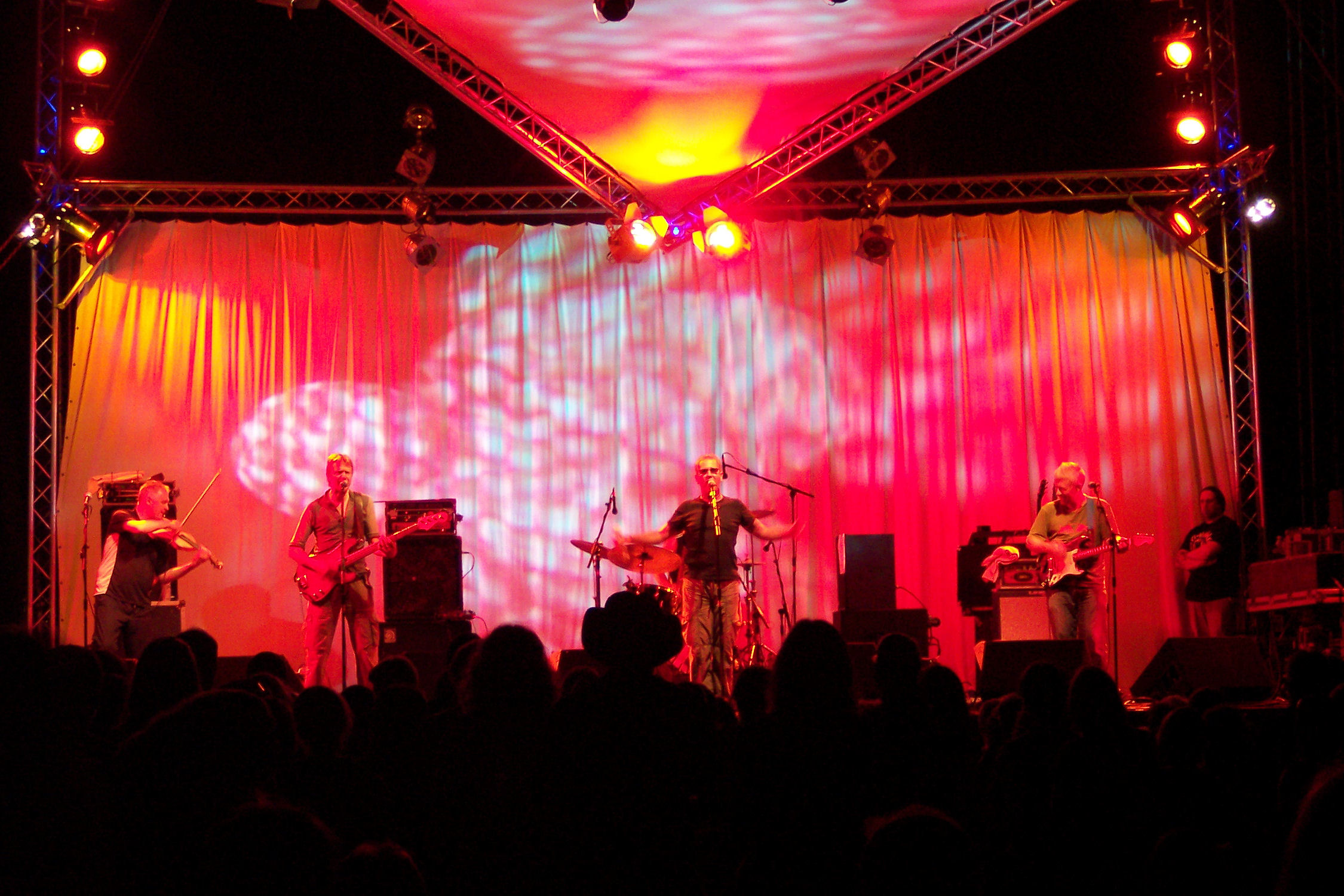
Oysterband en Wickham

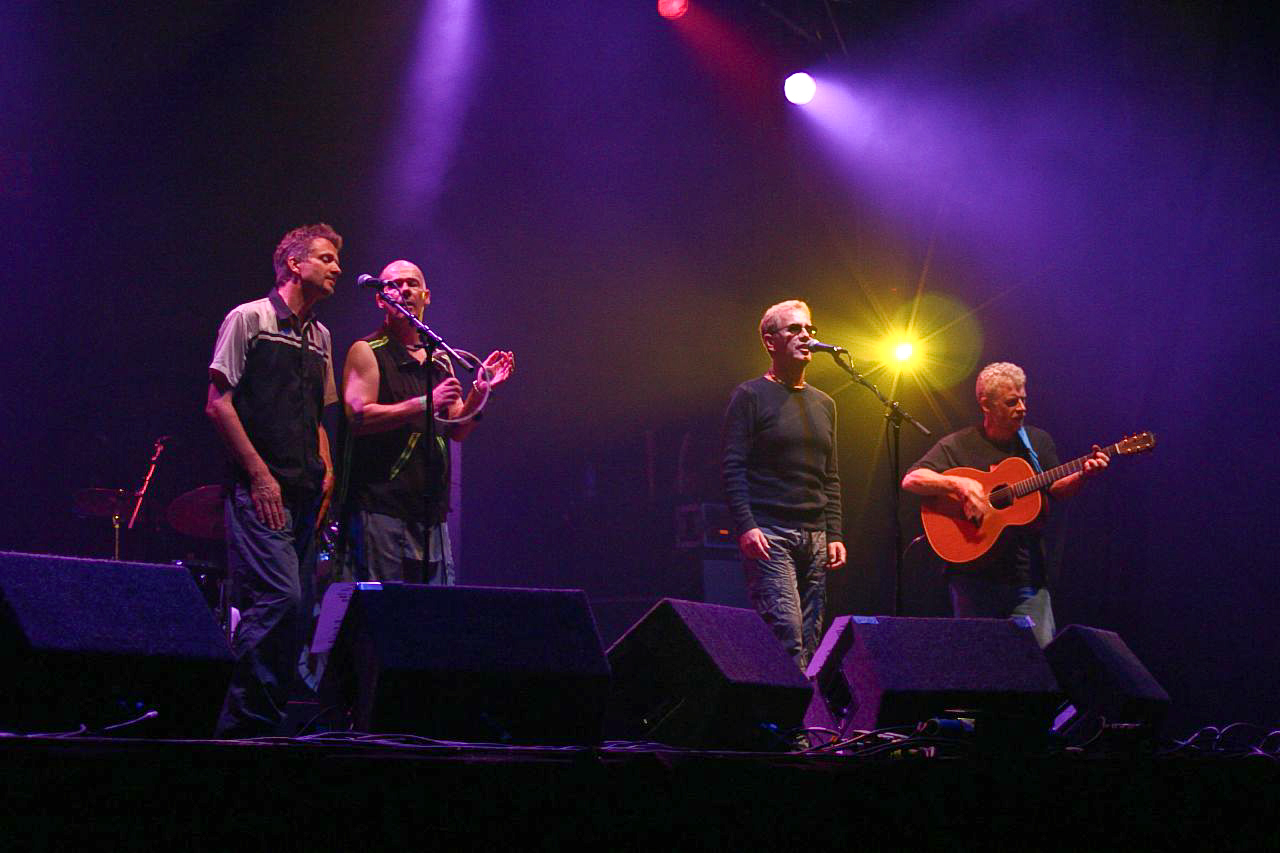
Oysterband actuando en directo

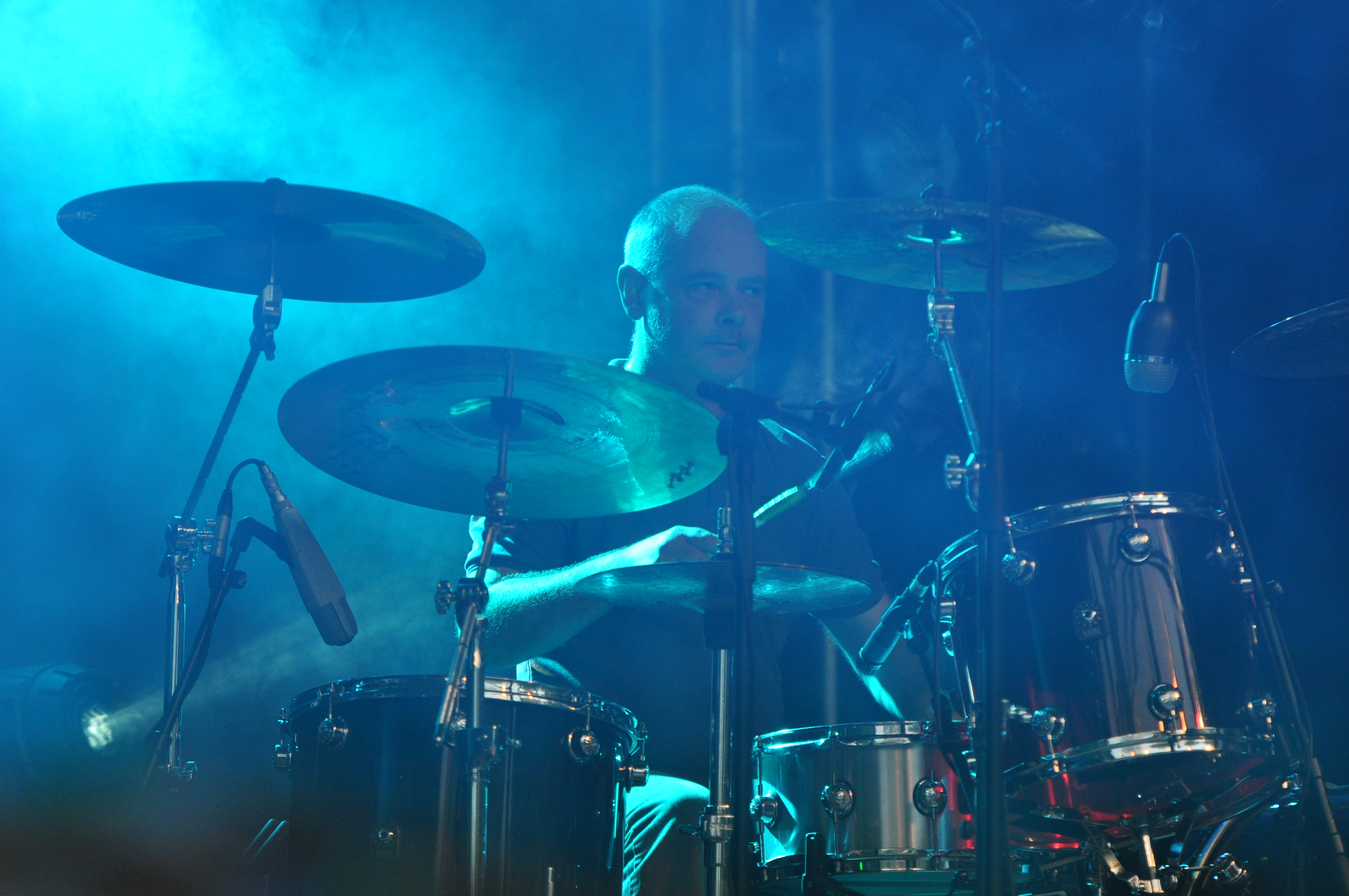
Oysterband actuando en 2014 en Alemania

### Álbumes de estudio
Como Fiddler's Dra
- To See the Play – 1978
- Fiddler's Dram – 1980

Como Oyster Ceilidh Band
- Jack's Alive - 1980

Como Oyster Band
- English Rock 'n' Roll: The Early Years 1800–1850 – 1982
- Lie Back and Think of England – 1983
- 20 Golden Tie-Slackeners – 1984
- Liberty Hall – 1985
- Step Outside – 1986
- Wide Blue Yonder – 1987
- Ride – 1989
- Love Vigilantes – 1989
- Freedom and Rain – 1990 (con June Tabor)

Como Oysterband
- Deserters – 1992
- Holy Bandits – 1993
- Trawler – 1994
- The Shouting End of Life – 1995
- Deep Dark Ocean – 1997
- Here I Stand – 1999
- Rise Above – 2002
- 25 – 2003
- Meet You There – 2007
- The Oxford Girl and Other Stories – 2008
- Ragged Kingdom – 2011 (colaboración con June Tabor)
- Diamonds on the Water – 2014

### En directo
- Little Rock to Leipzig – 1990 (parte en directo)
- Alive and Shouting – 1996
- Alive and Acoustic – 1998
- 25th Anniversary Concert – DVD – 2004
- Northern Light – 2006
- Fire and Fleet – 2019 (con June Tabor, parte en directo)

### Álbumes recopilatorios
"The Road to Santiago" y "Bells Of Rhymney" de Oysterband se incluyeron en el primer y segundo álbum recopilatorio doble Gaitas, violines y otras hierbas (DRO, 1992, 1993), en el que participaron grupos de éxito internacional como The Dubliners, Loreena McKennitt, The Pogues, Celtas Cortos, The Chieftains con Van Morrison, Clannad, Gwendal o Alan Stivell. Entre 1994 y 2016 participaron en otros discos colectivos.
- Gaitas, violines y otras hierbas - 1992 (con "Bells of Rhymney" )
- Gaitas, violines y otras hierbas - 1993 (con "El Camino de Santiago" )
- The Rough Guide to World Music - 1994 (con la música "When I'm Up I Can't Get Down")
- The Rough Guide to English Roots Music - 1998 (con la pieza "Sail on By")
- Pearls from the Oysters - 1998 (con Step Outside, Wide Blue Yonder, Ride y Little Rock to Leipzig )
- Granite Years (The Best of Oysterband 1986-1997) - 2000, álbum doble
- This House Will Stand (The Best Of Oysterband 1998-2015) - 2016, álbum doble con "The Work Of My Own Two Hands" más versiones alternativas.